# Cardamine axillaris
Cardamine axillaris är en korsblommig växtart som beskrevs av Hugh Algernon Weddell. Cardamine axillaris ingår i släktet bräsmor, och familjen korsblommiga växter. Inga underarter finns listade i Catalogue of Life.